# Междузвездна планета
Междузвездна планета е планета, която се движи свободно в междузвездното пространство, без да обикаля около някоя звезда. Такива космически тела, въпреки планетарната си маса и размер, не отговарят на работната дефиниция на „планета“, използвана от Международния астрономически съюз. Някои астрономи казват, че са открили такива планети, но техните изследвания остават недоказани.